# Lajkonik (personaje)

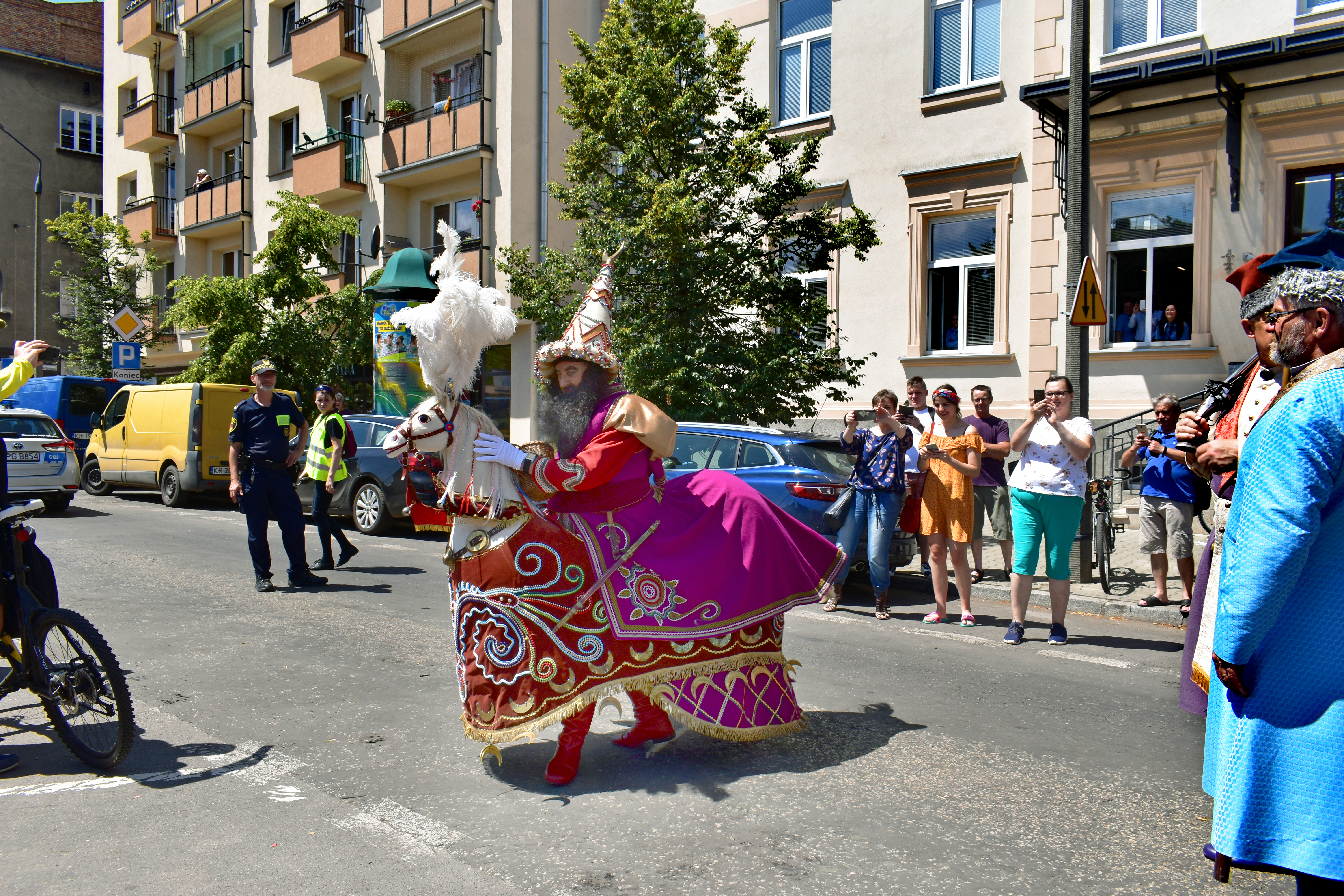
Un Lajkonik bailando en Cracovia en la calle Senatorska. Fiesta del Lajkonik 2019

Lajkonik- figura  popular polaca (Cracovia), jinete barbudo que es el héroe del juego "Fiesta del Lajkonik". La primera marcha fue organizada por los ganadores de la Tercera invasión mongola de Polonia (o tártaro). Como resultado, la figura del Lajkonik también se llama "Tatar". La canción principal de esta marcha de Cracovia se canta al ritmo de un poema de Ewa Szelburg Zarembina  :¡Este lajkonik, nuestro lajkonik, sigue persiguiendo a Cracovia, lajkonik, laj laj , como en todo el país,país, lajkonik, laj laj laj , como en todo el país!  Hoy en día, el Lajkonik es una tradición de Cracovia recordada. Se desconoce el origen del nombre "Lajkonik", según el folclorista , el nombre proviene de la antigua Cracovia, donde las heces del rey de mayo se llamaban "Leichkönig" - König = rey. Hoy en día, el lajkonik aparece al final del desfile en la Plaza del Mercado de Cracovia.   También hay otros Lajkonik, uno durante la fiesta de Nochevieja, y el otro, el llamado "Pasiasty Lajkonik", es la mascota del club de fútbol Cracovia.